# Roberta Wohlstetter
Roberta Wohlstetter (née le 22 août 1912 sous le nom de Roberta Morgan et morte le 6 janvier 2007) est une historienne américaine spécialisée sur la question du renseignement militaire. Son plus célèbre ouvrage est Pearl Harbor: Warning and Decision. Elle est aussi la femme d'Albert Wohlstetter, analyste à la RAND Corporation et penseur de la dissuasion.

## Apport à la pensée stratégique
Dans son livre Pearl Harbor: Warning and Decision, Roberta Wohlstetter cherche à établir les causes de la warning failure (terme générique qui désigne l'échec d'un service de renseignement à prévoir une attaque surprise) de Pearl Harbor. Elle dégage des « pathologies de communication » qui sont responsables de cet échec :
- le 'bruit' (noise) : la difficulté à faire attention à l'information pertinente au milieu de milliers d'informations ;
- les 'préjugés' (préconceptions) et d'une manière générale l'incapacité à se mettre à la place de l'ennemi (mirror Imaging).

Les services de renseignement interprètent les données à travers :
- des représentations, ou même un système de représentation quand il s'agit d'une lutte idéologique ;
- des analogies historiques : telles que la volonté de ne pas reproduire « un Munich », éprouvée en 1956 à Suez, en 1962 à Cuba, ou en 1995 à Srebrenica ;
- les expériences personnelles : comme celles de Anthony Eden qui projetait sur la nationalisation du canal de Suez en 1956 sa mémoire de l'annexation des Sudètes en 1938.